# Marbella Cup 2015
Marbella Cup 2015 – szósta edycja turnieju Marbella Cup, który odbył się w dniach od 3 do 10 lutego 2015 roku. Zwycięzcą poprzedniej edycji jest zespół Dinamo Bukareszt.

## Uczestnicy
- Athletico Paranaense
- FC Dinamo Bukareszt
- IF Elfsborg
- Lokomotiw Moskwa

## Tabela końcowa
| Pozycja | Drużyna              | Mecze | Zwycięstwa | Remisy | Porażki | + | - | +/- | Punkty |
| ------- | -------------------- | ----- | ---------- | ------ | ------- | - | - | --- | ------ |
| 1       | Lokomotiw Moskwa     | 3     | 2          | 1      | 0       | 3 | 0 | +3  | 7      |
| 2       | Athletico Paranaense | 3     | 2          | 1      | 0       | 4 | 2 | +2  | 7      |
| 3       | FC Dinamo Bukareszt  | 3     | 1          | 0      | 2       | 5 | 5 | 0   | 3      |
| 4       | IF Elfsborg          | 3     | 0          | 0      | 3       | 1 | 5 | 0   | 0      |

## Mecze
- 3 lutego 2015, g. 16:00 → Athletico Paranaense – IF Elfsborg 1:0 (Bady 11')
- 3 lutego 2015, g. 18:00 → Lokomotiw Moskwa – FC Dinamo Bukareszt 1:0 (Pawluczenko 80')
- 7 lutego 2015, g. 15:00 → Athletico Paranaense – Lokomotiw Moskwa 0:0
- 7 lutego 2015, g. 19:00 → IF Elfsborg – FC Dinamo Bukareszt 1:3 (Hedlund 38' – Niculae 53', Biliński 88', Gavrila 90')
- 9 lutego 2015, g. 16:00 → FC Dinamo Bukareszt – Athletico Paranaense 2:3 (Niculae 57', Serban 71' – Dellatorre 8', Bady 70', Cléo 90'-k)
- 10 lutego 2015, g. 16:00 → Lokomotiw Moskwa – IF Elfsborg 2:0 (Barinov 37', Pawluczenko 44')

## Klasyfikacja strzelców
| Pozycja | Imię i nazwisko   | Klub                 | Liczba goli |
| ------- | ----------------- | -------------------- | ----------- |
| 1.      | Renato Bady       | Athletico Paranaense | 2           |
|         | Marius Niculae    | FC Dinamo Bukareszt  | 2           |
|         | Roman Pawluczenko | Lokomotiw Moskwa     | 2           |
| 4.      | Dmitri Barinov    | Lokomotiw Moskwa     | 1           |
|         | Kamil Biliński    | FC Dinamo Bukareszt  | 1           |
|         | Cléo              | Athletico Paranaense | 1           |
|         | Dellatorre        | Athletico Paranaense | 1           |
|         | Bogdan Gavrila    | FC Dinamo Bukareszt  | 1           |
|         | Simon Hedlund     | IF Elfsborg          | 1           |
|         | Ionut Serban      | FC Dinamo Bukareszt  | 1           |